# St. Laurentius (Bad Neualbenreuth)

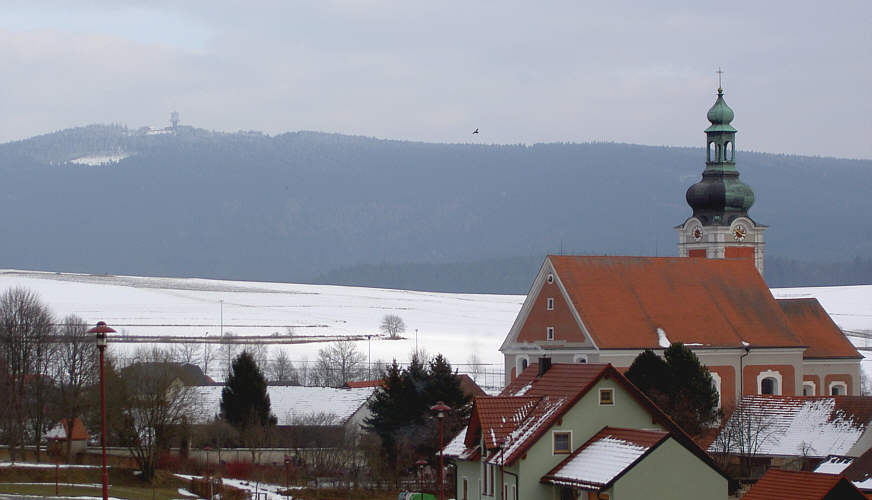
Pfarrkirche St. Laurentius mit dem Dyleň im Hintergrund

Die Pfarrkirche St. Laurentius (im Volksmund auch Dom der Fraisch genannt) ist die römisch-katholische Pfarrkirche des Marktes Bad Neualbenreuth im Oberpfälzer Landkreis Tirschenreuth im Bistum Regensburg. Sie wurde in den 1730er Jahren im barocken Stil erbaut und ist dem heiligen Laurentius von Rom (Gedenktag: 10. August) geweiht. Die Kirche ist beim Bayerischen Landesamt für Denkmalpflege als Baudenkmal mit der Nummer D-3-77-142-10 eingetragen.

## Geschichte
Die Pfarrei Neualbenreuth wurde das erste Mal im Jahr 1284 erwähnt. Die Grundsteinlegung zum Bau der heutigen Pfarrkirche erfolgte erst im Jahr 1730. Die Fertigstellung und die Weihe der Kirche durch den Waldsassener Abt Eugen Schmid folgte bereits drei Jahre später im Jahr 1733. Der Bau des Kirchturms wurde aber erst 1782 vollendet.

## Beschreibung
Sehenswert ist im Innenraum der Kirche die gemalte Scheinarchitektur des Hochaltars, die aus der Erbauerzeit stammt. Das Wappen der Stadt Eger, von barockem Blattwerk umrahmt, symbolisiert die damalige Zugehörigkeit zu Eger. Das Deckengemälde zeigt die Patrona Bavariae, wie sie einen Engel mit weißblauer Fahne in den Ort hinabsendet und Neualbenreuth so unter ihren Schutz stellt. Dies stellt einen historischen Tatbestand dar, da nach Abschluss des Wiener Vertrages Neualbenreuth an das Königreich Bayern fiel. Das Deckenbild im Altarraum zeigt den Kirchenpatron Laurentius von Rom während seines Martyriums.
Eine Besonderheit im Langhaus sind die beiden niedrigen Ausbuchtungen, wo sich, vermutlich im Anklang an die Stiftsbasilika Waldsassen, die lebensgroßen Statuen der Kirchenväter und großen Kirchenlehrer Augustinus, Ambrosius, Gregor des Großen und Hieronimus befinden.

## Orgel

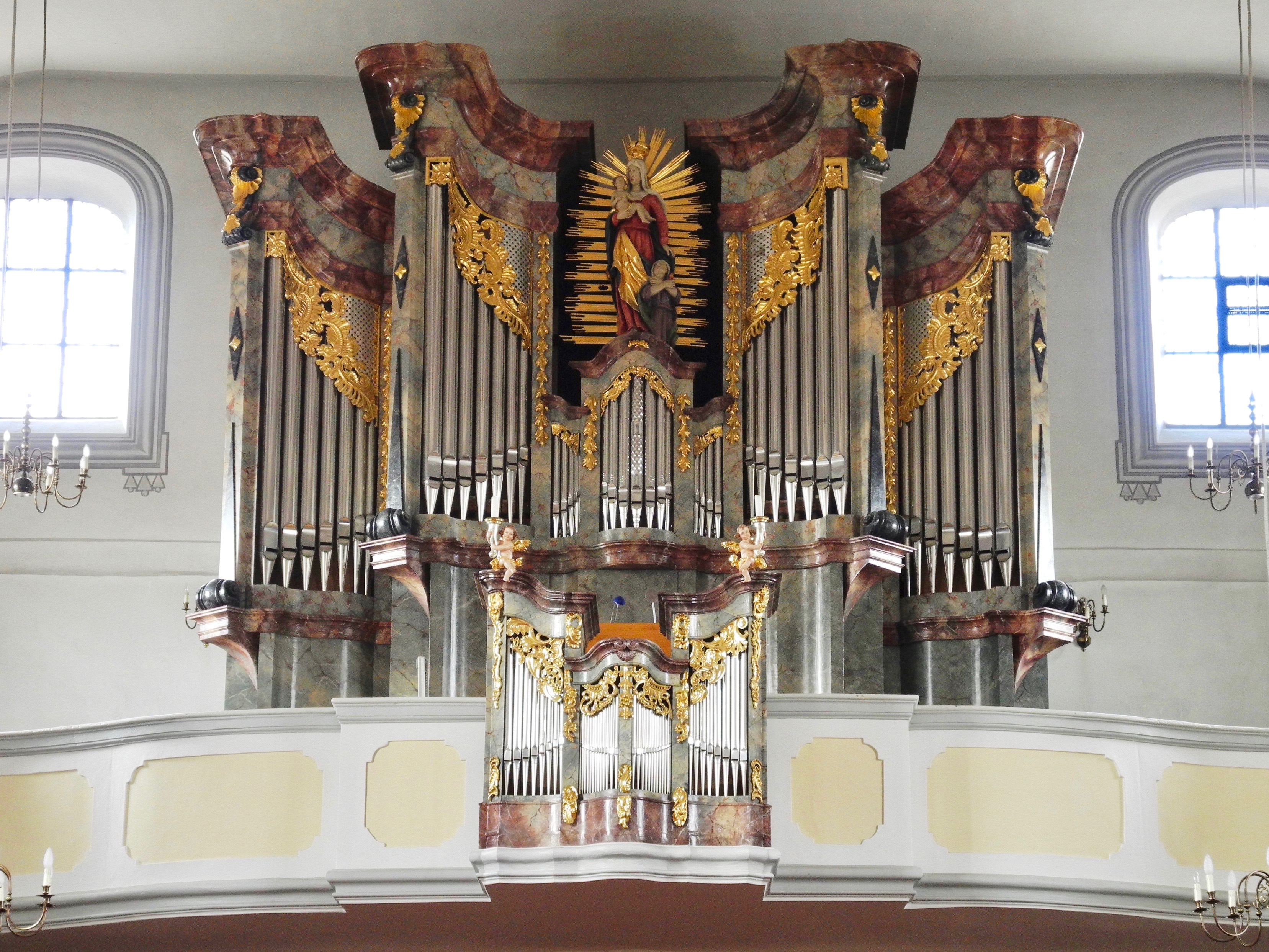
Historischer Orgelprospekt

In der zweiten Hälfte des 18. Jahrhunderts wurde in der Pfarrkirche St. Laurentius die erste Orgel mit mechanischer Traktur von Andreas Weiß installiert, die 1910 von Willibald Siemann komplett erneuert und durch ein pneumatisches Werk (op. 256, 15/II/P) ersetzt wurde. 2002 wurde die Firma Orgelbau Vleugels aus Hardheim mit der Restaurierung und Reorganisation der Kirchenorgel beauftragt. 15 Register wurden in das neue Werk übernommen. Die neue Orgel wurde am 16. Januar 2005 durch den damaligen Regensburger Bischof Gerhard Ludwig Müller geweiht. Die Disposition des heute 36 selbstständige Register auf drei Manualen und Pedal umfassenden Instruments lautet wie folgt:
| I Rückpositiv C–g3 |               |       |
| 1.                 | Copula        | 8′    |
| 2.                 | Gedacktflöte  | 4′    |
| 3.                 | Principal     | 2′    |
| 4.                 | Quinte        | 1 ⁄3′ |
| 5.                 | Mixtur II–III | 1′    |
| 6.                 | Krummhorn     | 8′    |
|                    | Tremulant     |       |

| II Hauptwerk C–g3 |              |        |
| 7.                | Bourdon      | 16′    |
| 8.                | Principal    | 8′     |
| 9.                | Flauto       | 8′     |
| 10.               | Salicional   | 8′     |
| 11.               | Octave       | 4′     |
| 12.               | Traversflöte | 4′     |
| 13.               | Quinte       | 2 ⁄3′  |
| 14.               | Superoctave  | 2′     |
| 15.               | Terz         | 1 3⁄5′ |
| 16.               | Mixtur IV    | 1 ⁄3′  |
| 17.               | Trompete     | 8′     |
|                   | Tremulant    |        |

| III Schwellwerk C–g3 |                  |                         |
| 18.                  | Geigenprincipal  | 8′                      |
| 19.                  | Gedackt          | 8′                      |
| 20.                  | Viola da Gamba   | 8′                      |
| 21.                  | Vox coelestis    | 8′                      |
| 22.                  | Fugara           | 4′                      |
| 23.                  | Rohrflöte        | 4′                      |
| 24.                  | Quinte           | 2 ⁄3′                   |
| 25.                  | Waldflöte        | 2′                      |
| 26.                  | Terz             | 1 3⁄5′                  |
| 27.                  | Cornetmixtur III | 2 ⁄3′ aus Nr. 24 bis 26 |
| 28.                  | Fagott           | 16′                     |
| 29.                  | Oboe             | 8′                      |
|                      | Tremulant        |                         |

| Pedal C–f1 |             |     |
| 30.        | Subbass     | 16′ |
| 31.        | Violonbass  | 16′ |
| 32.        | Octavbass   | 8′  |
| 33.        | Violoncello | 8′  |
| 34.        | Gedacktbass | 8′  |
| 35.        | Choralbass  | 4′  |
| 36.        | Posaune     | 16′ |
| 37.        | Fagottbass  | 8′  |

- Koppeln: 5 Normalkoppeln (ohne III/I), alle mechanisch (außer III/II); 3 Oktavkoppeln (elektrisch) Super III, Sub III/II, Super III/II
- Spielhilfen: 4000-facher elektronischer Setzer

Anmerkungen
1. 1 2 3 4 5 6 7 8 9 10 11 12 13 14 15  Register aus der Siemann-Orgel von 1910 übernommen